# Zagauas
Os zagauas são um grupo étnico que vive nas regiões a leste do Chade e oeste do Sudão, incluindo o Darfur sudanês.

## História
Este grupo étnico pastoralista era originário do leste do Chade e por volta do ano 700, eram nômades que migraram para regiões nas margens do Lago Chade em busca de lugares mais férteis, coincidindo com a expansão do islã. A etnogênese se deu pela fusão com os povos habitantes das margens do Lago Chade. Nessa época, formaram o Império de Canem, conforme atestou o geógrafo árabe Iacubi que durou até 1387, sendo sucedido pelo Império de Bornu.

## Etnologia
Referiam-se a si próprios como povo Beri, enquanto que o nome zagaua lhes foi dado pelos povos árabes e berberes vizinhos e assim se tornaram mais conhecidos. Eles têm a sua própria língua, que é também chamada zagaua, da família linguística das línguas nilo-saarianas. No ano 2000 foi criado um alfabeto baseado no gados criados por eles para servir à língua zagaua.
A raça de ovelhas que eles criam é chamada, também, zagaua. São seminômades e obtêm grande parte do seu sustento através da criação de gado, ovelhas e camelos e, também, da colheita de grãos selvagens. Atualmente, não são muito numerosos no oeste do Sudão, de onde possivelmente possam ter se originado antes da fusão dos berberes do Sael Oriental. Mesmo assim, são dominantes no Chade onde compõem cerca de 4,5 % da população.
Na época do Império de Canem-Bornu no século XIII, eles foram convertidos ao islamismo. Em Darfur, os zagauas são conhecidos pela sua piedade, generosidade e cortesia[carece de fontes?] Durante os combates em Darfur, foram alvos de milícias árabes sudanesas.
O presidente Idriss Déby e vários ex-primeiros-ministros chadianos são de origem zagaua, assim como muitos outros membros do governo.